# Patrice Maurice
Patrice Maurice (16 de mayo de 1989) es un deportista de Francia que compite en atletismo. Ganó una medalla de bronce en el Campeonato Europeo de Atletismo por Equipos de 2019, en la prueba de 4 × 400 m mixto.